# Duloxetin
Duloxetin (handelsnavn Cymbalta®) er et antidepressivum af typen serotonin noradrenalin genoptagshæmmer (SNRI). Det anvendes til behandling af depression, angst, fibromyalgi og neuropatiske smerter. Duloxetin findes kun som enterokapsler til peroral administration.

## Bivirkninger

### Selvmordsforsøg
I følge FDA viser data fra stressinkontinensforsøg at midaldrende kvinder, der tog duloxetin, havde en selvmordsforsøgsrate på 400 per 100.000 personår, hvilket  er mere end dobbelt så meget som de omkring 160 per 100.000 personår, der forekommer blandt andre kvinder på samme alder."